# Stygobromus heteropodus
Stygobromus heteropodus är en kräftdjursart som beskrevs av Leslie Raymond Hubricht 1943. Stygobromus heteropodus ingår i släktet Stygobromus och familjen Crangonyctidae. IUCN kategoriserar arten globalt som sårbar. Inga underarter finns listade i Catalogue of Life.